# Yttra Bergs naturreservat
Yttra Berg är ett naturreservat i Gällareds socken i Falkenbergs kommun i Halland. Området består av ett gammalt kultur- och odlingslandskap. Det är 59 hektar stort och ägs av Naturvårdsverket. I reservatet finns Aronsgården, vars äldsta delar är från 1600-talet. Till gården flyttades 1992 ett uthus från gården Sjörred i Abilds socken, där finns numera ett gårdsmuseum.

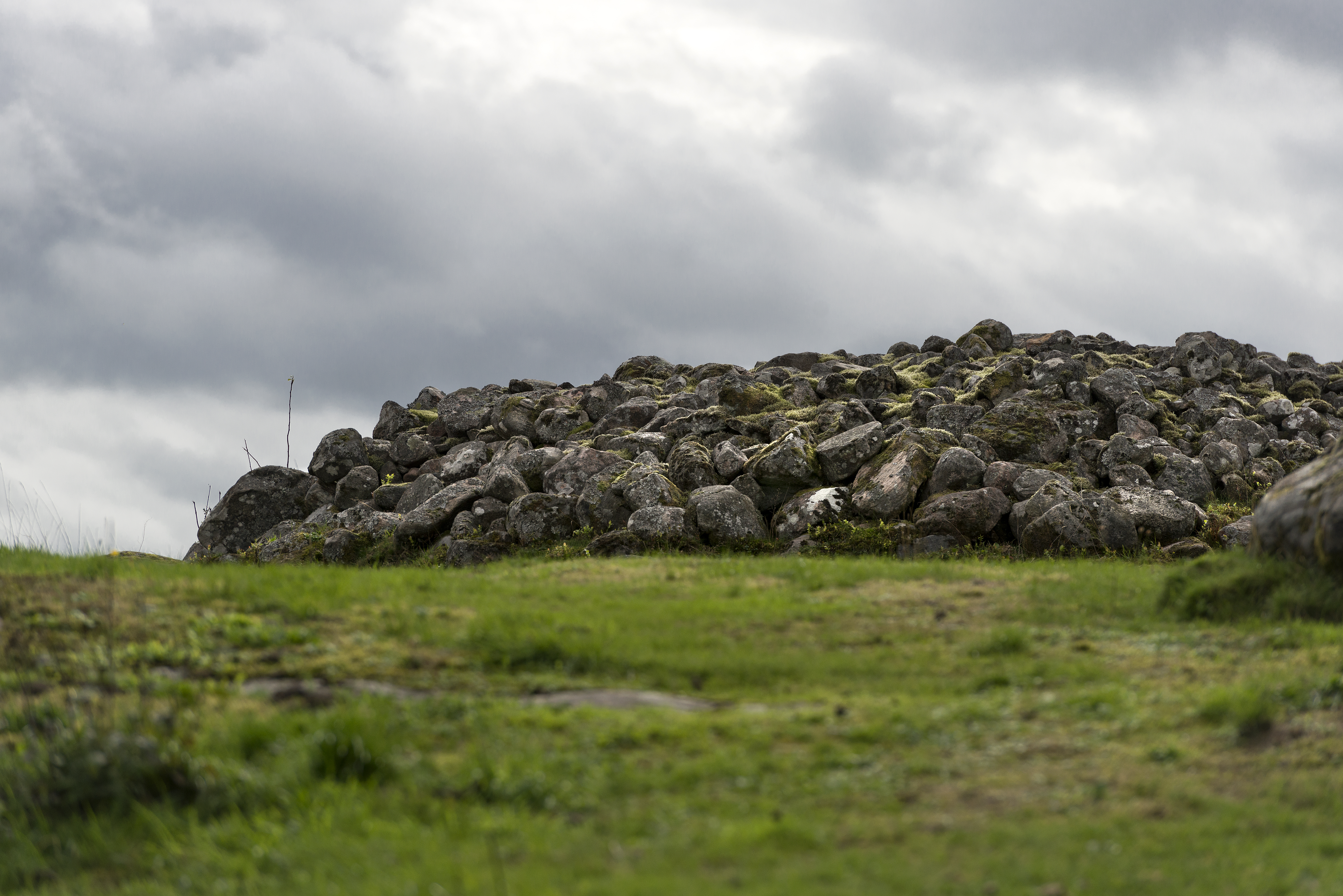
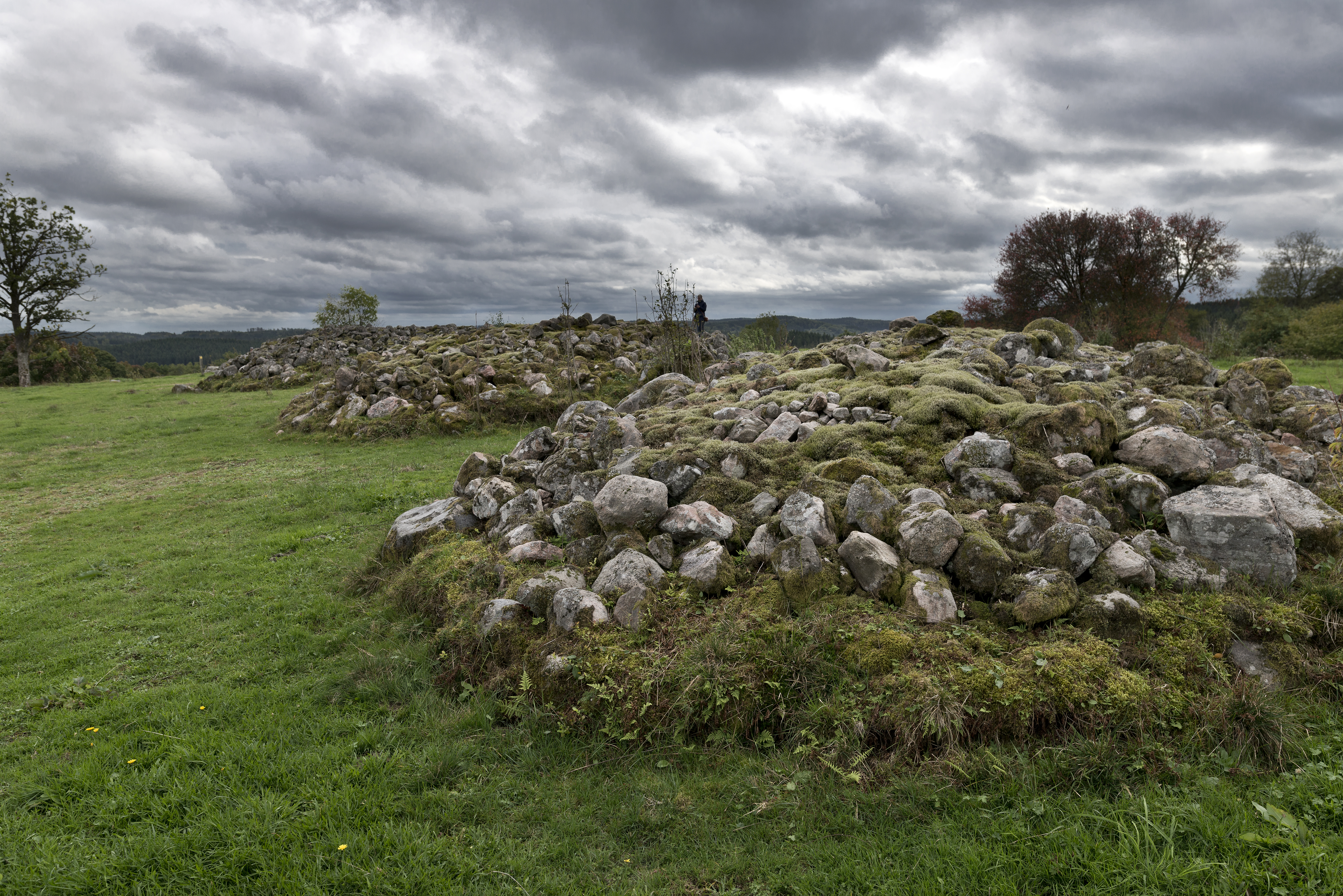
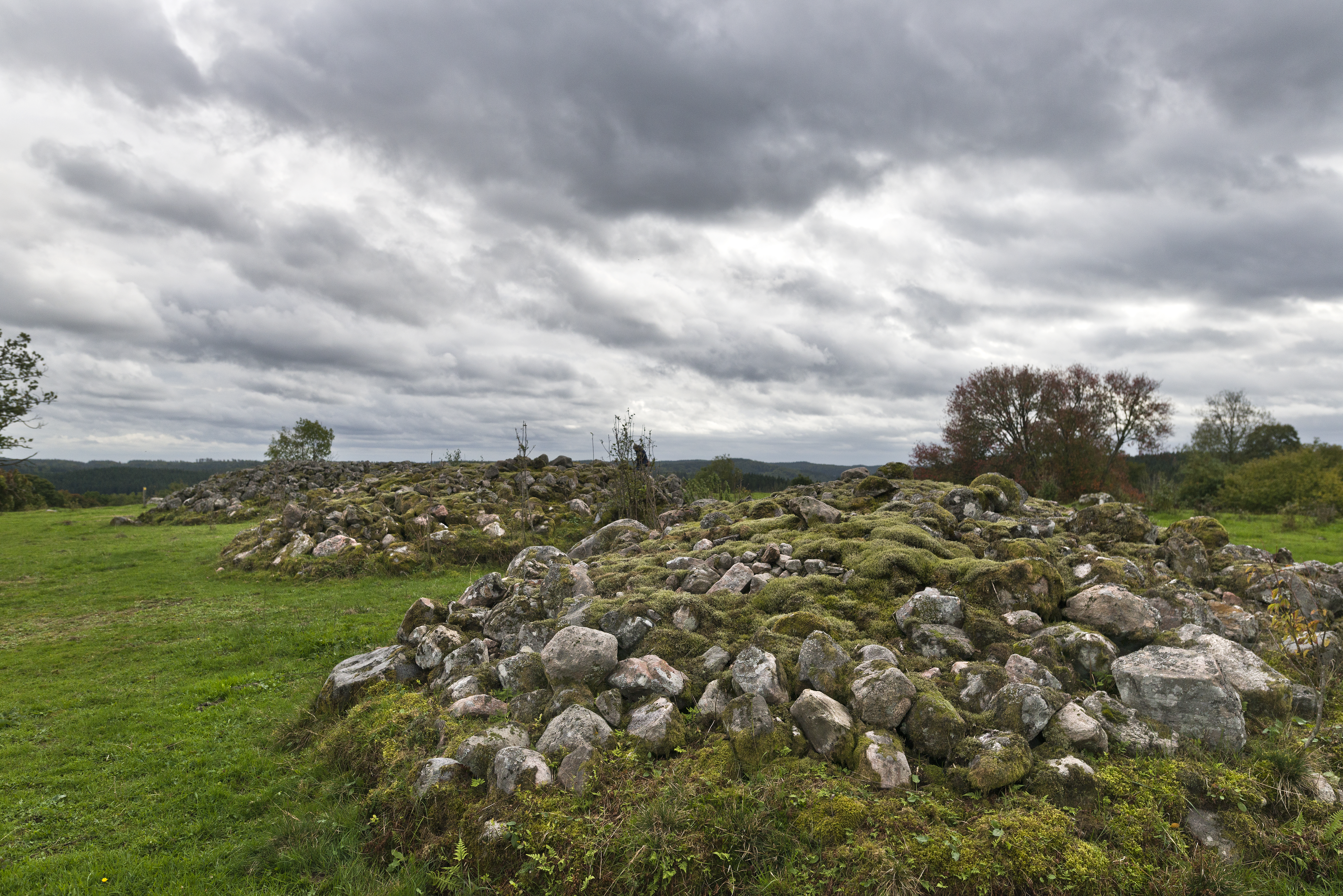
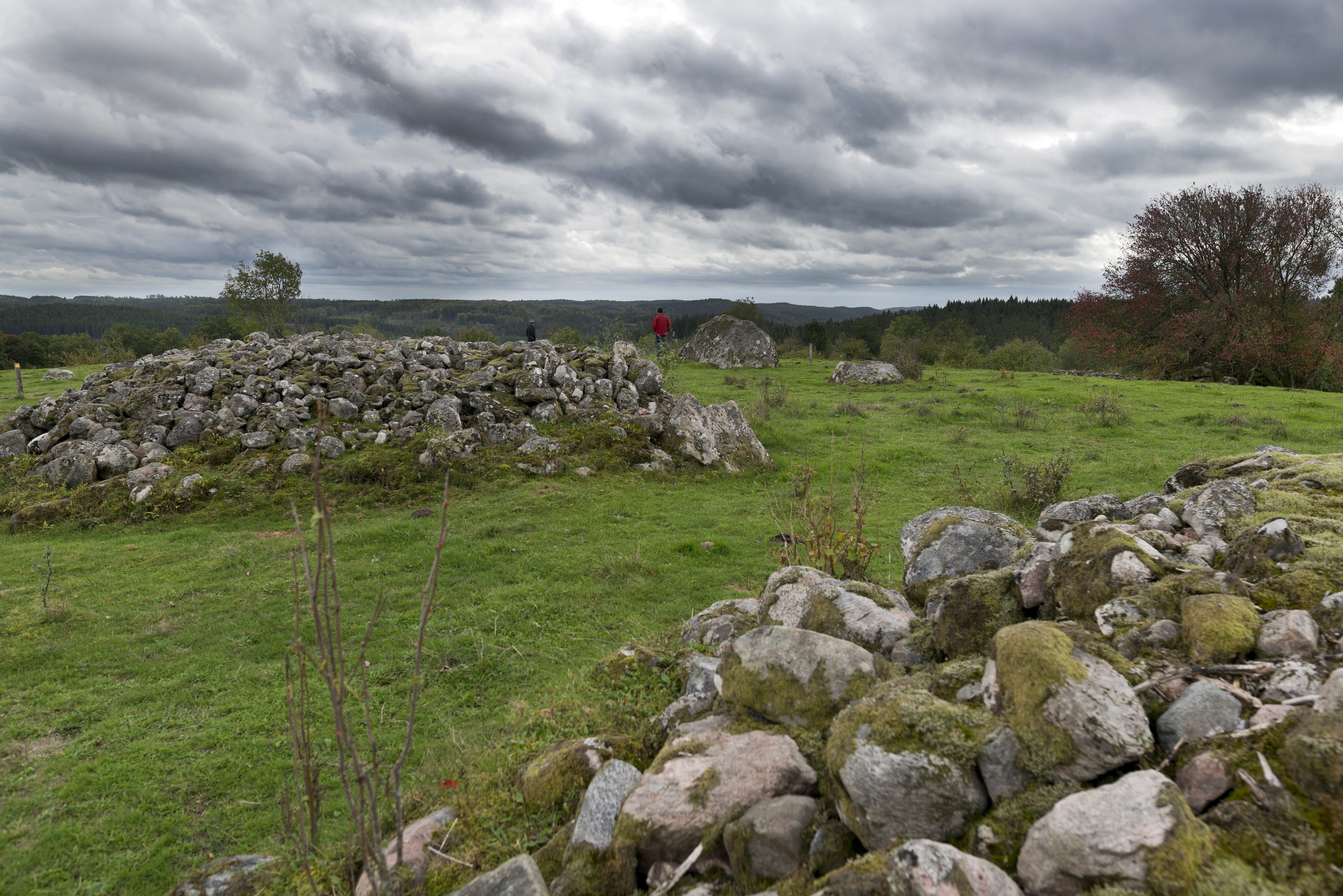
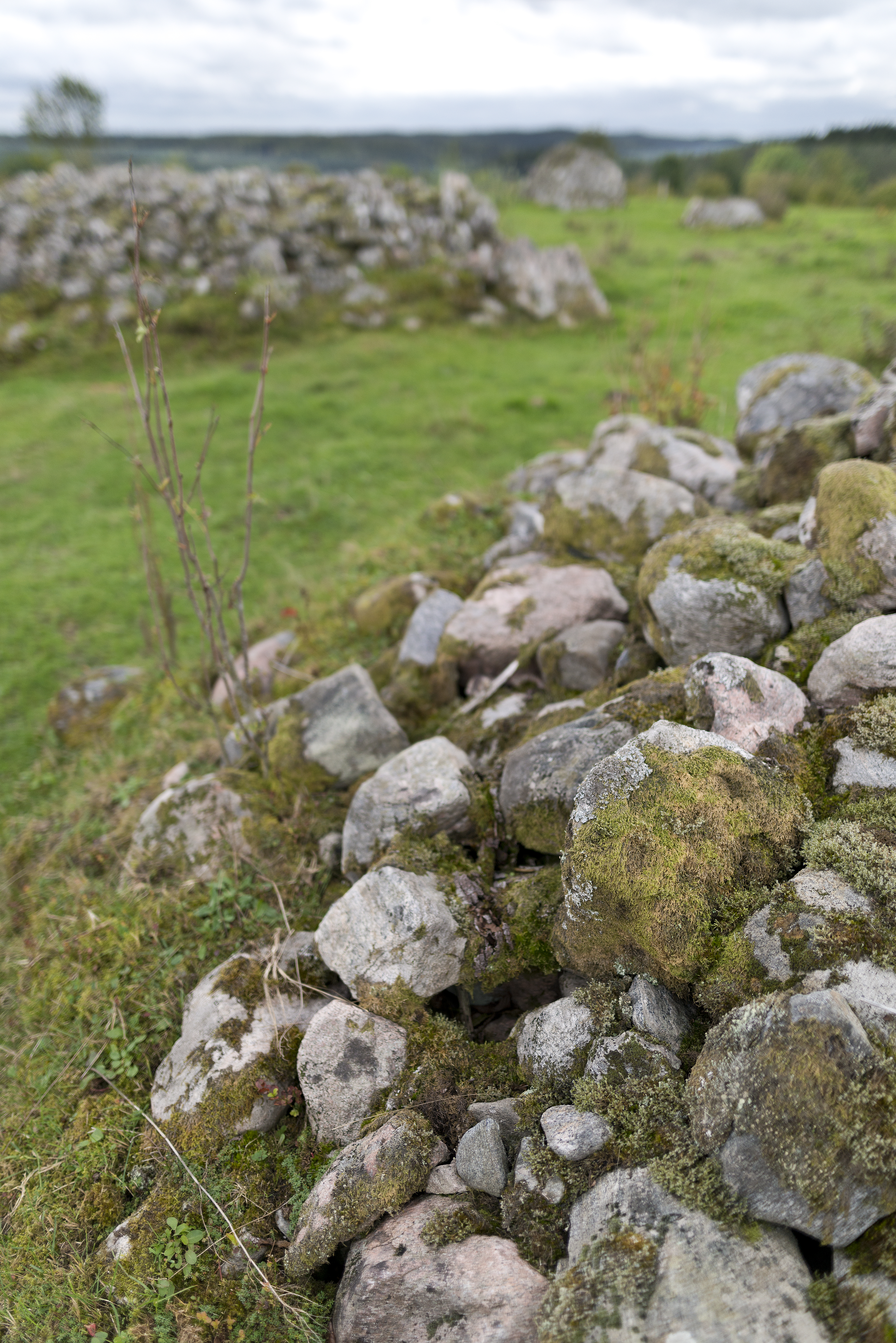
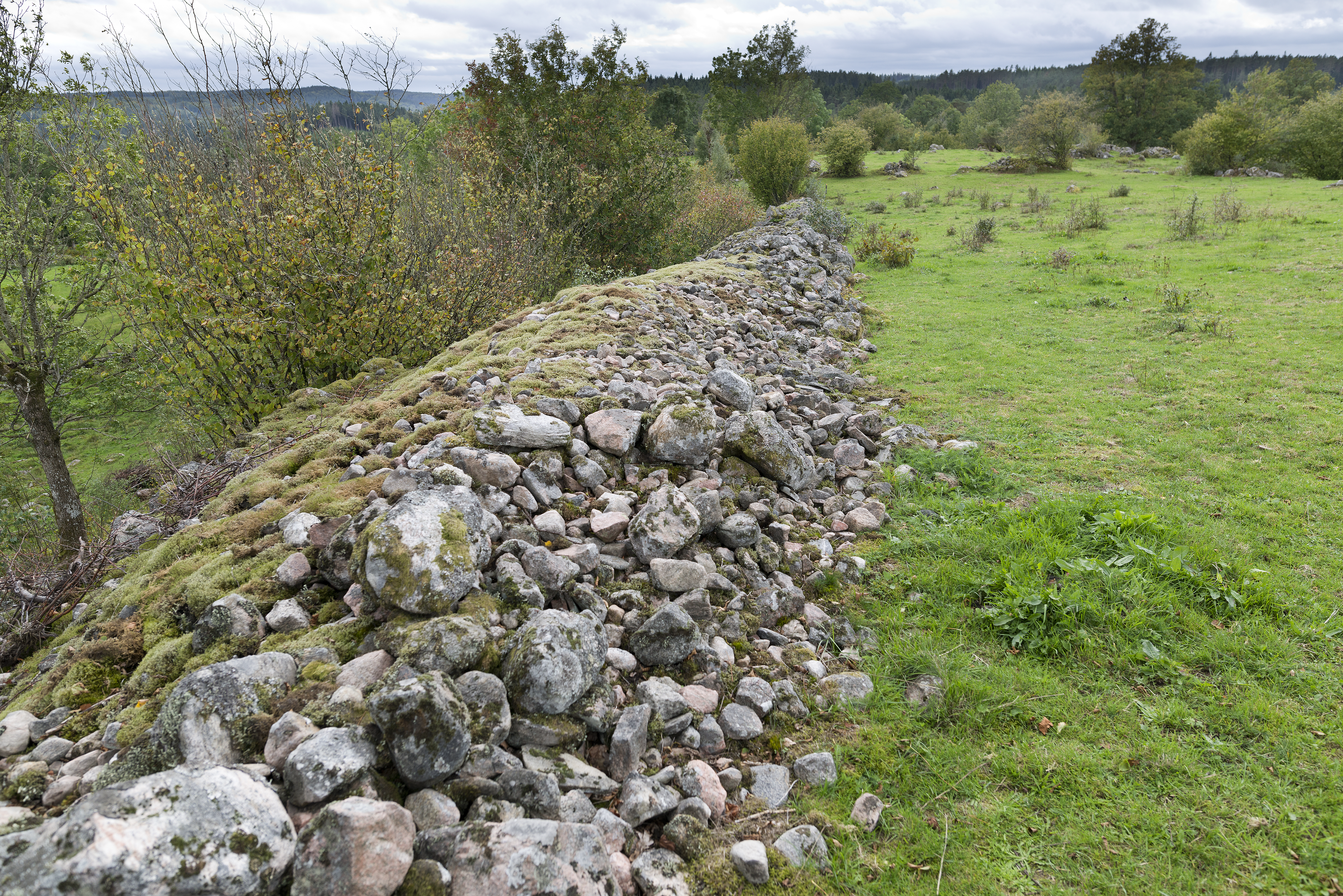
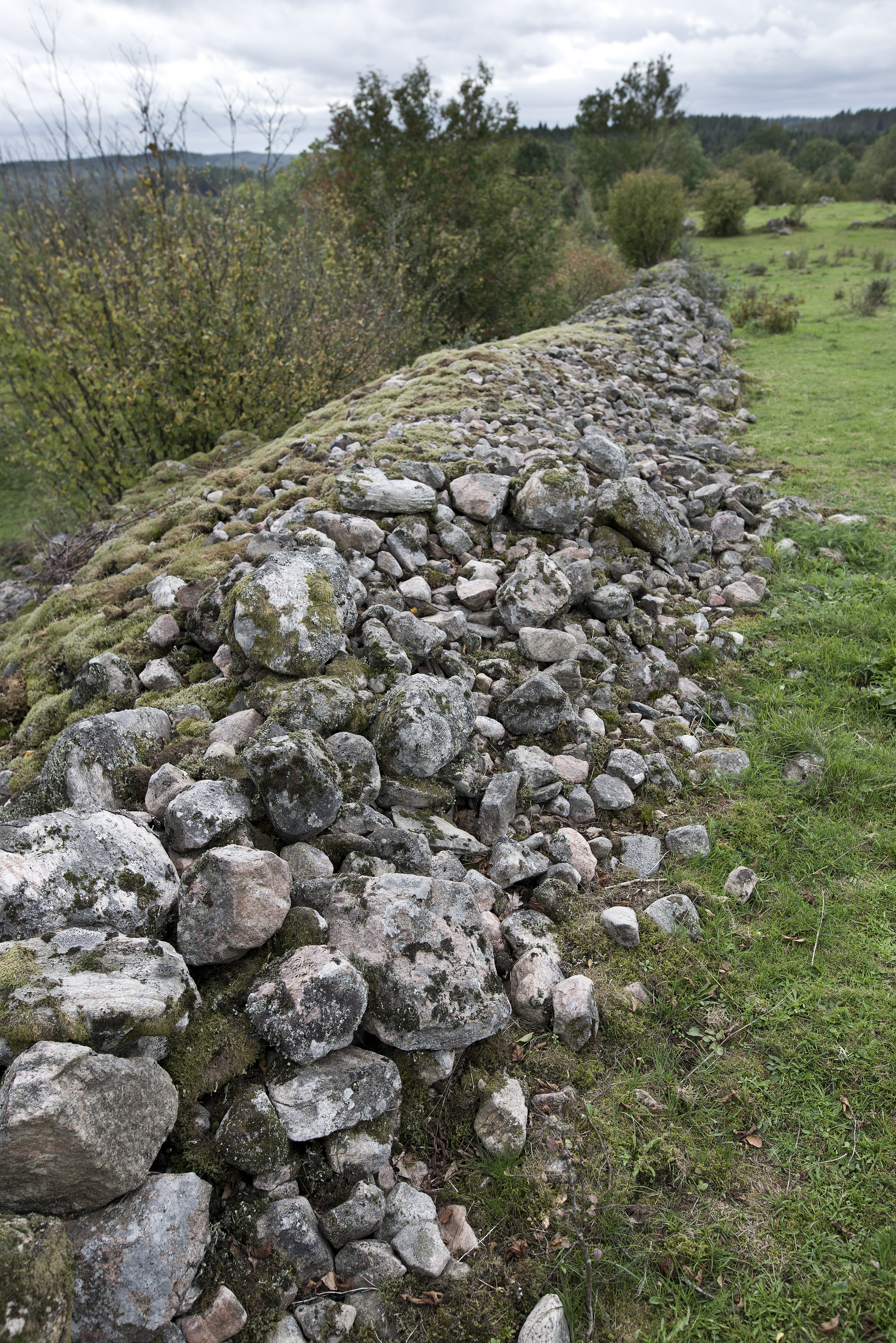
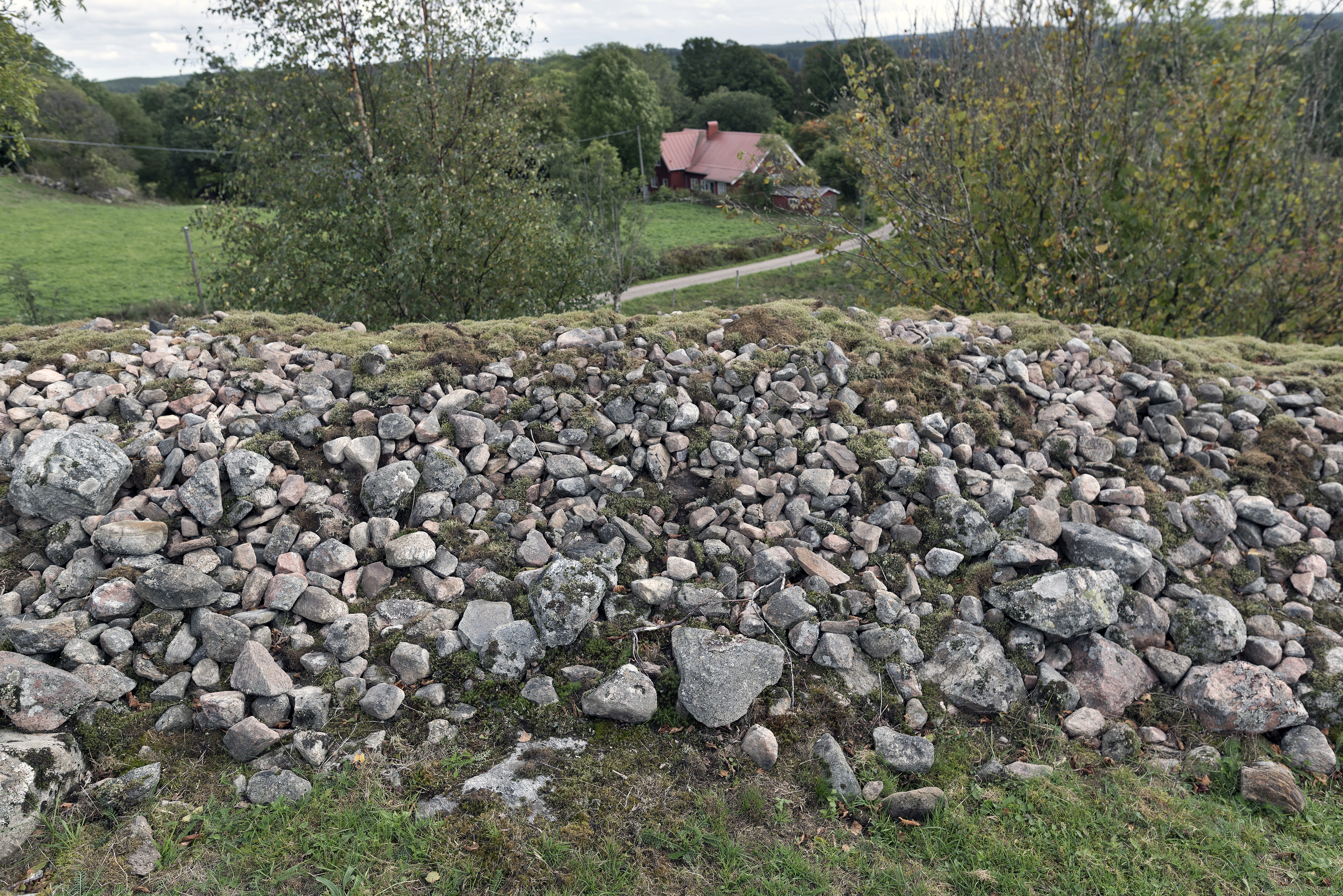
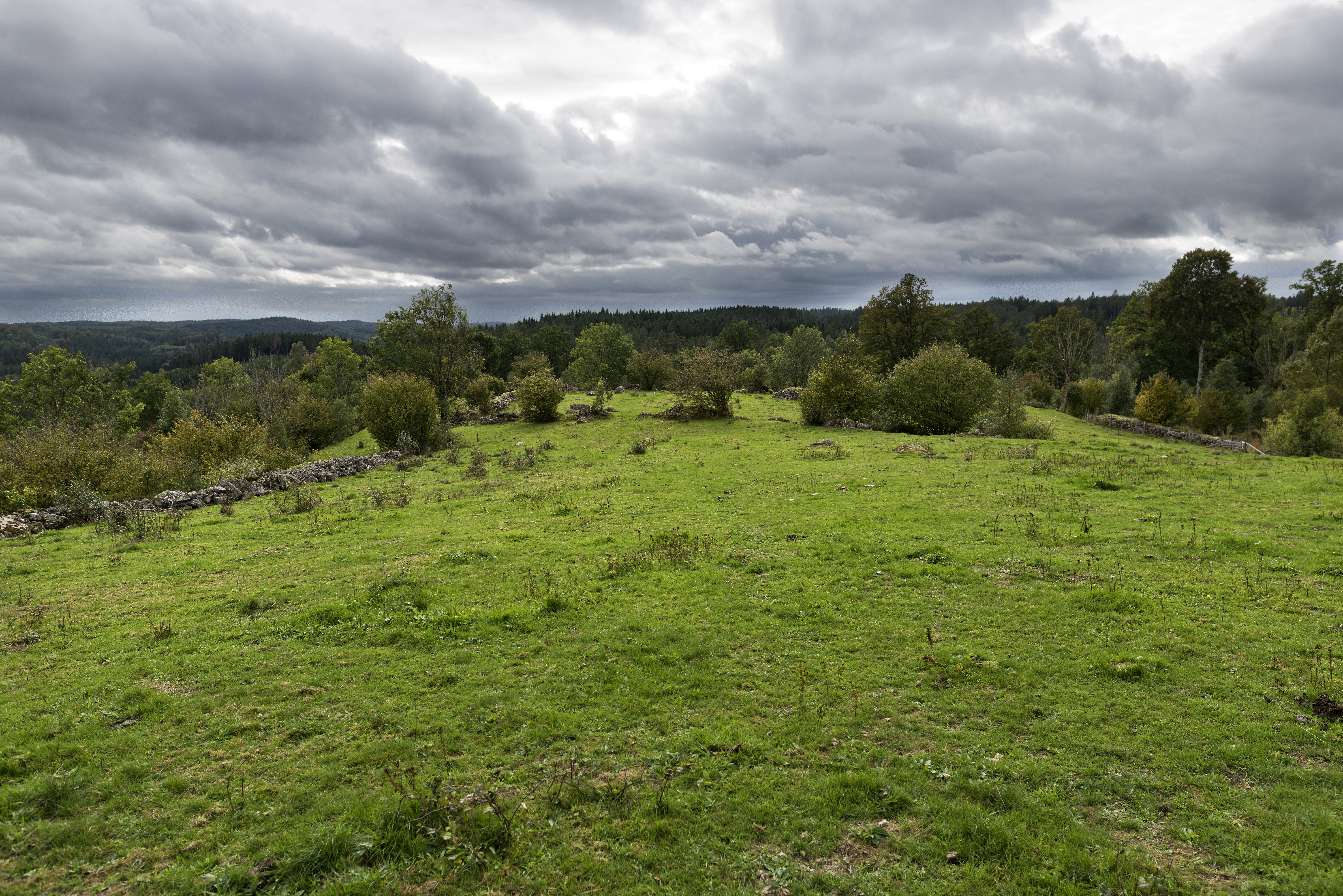
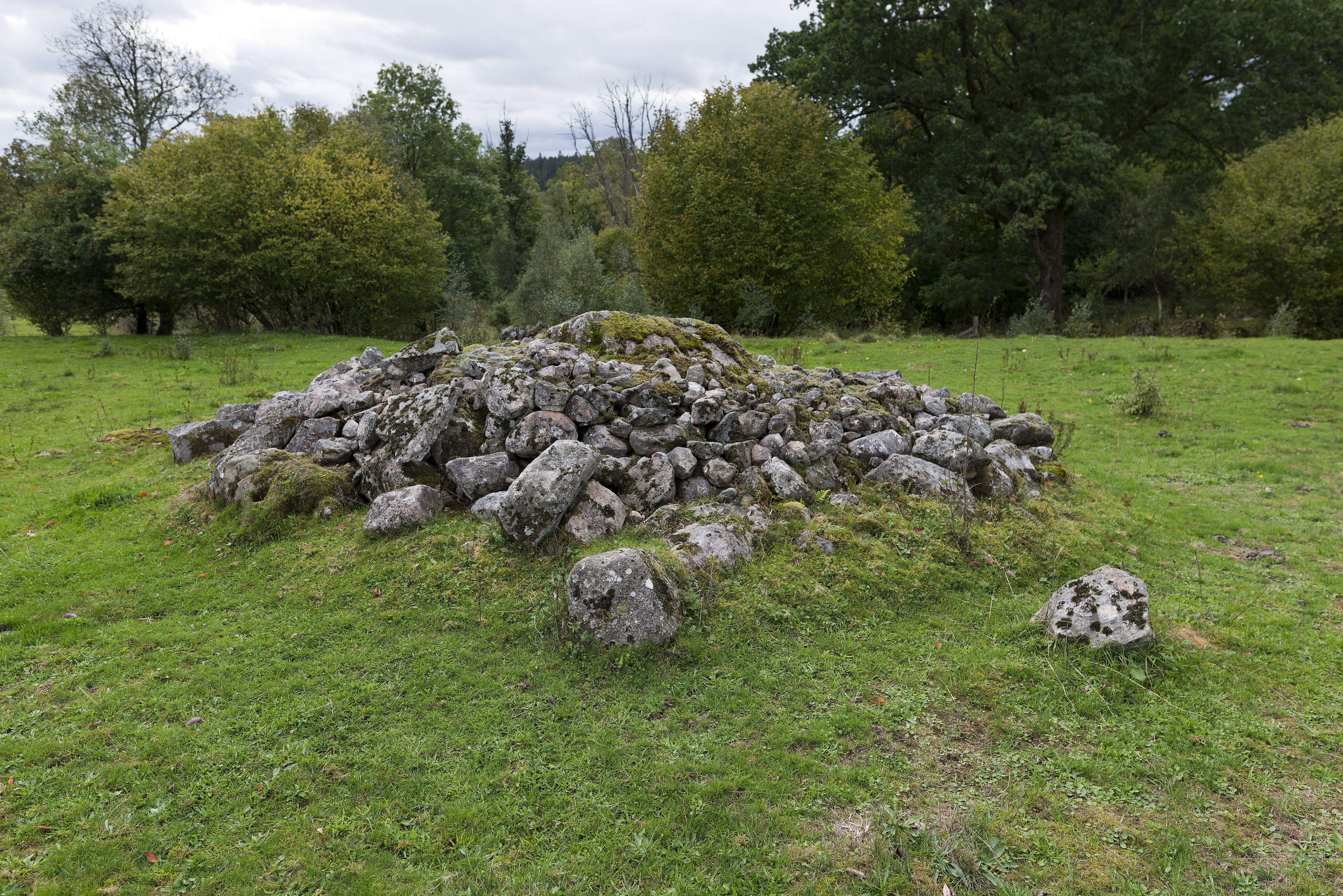
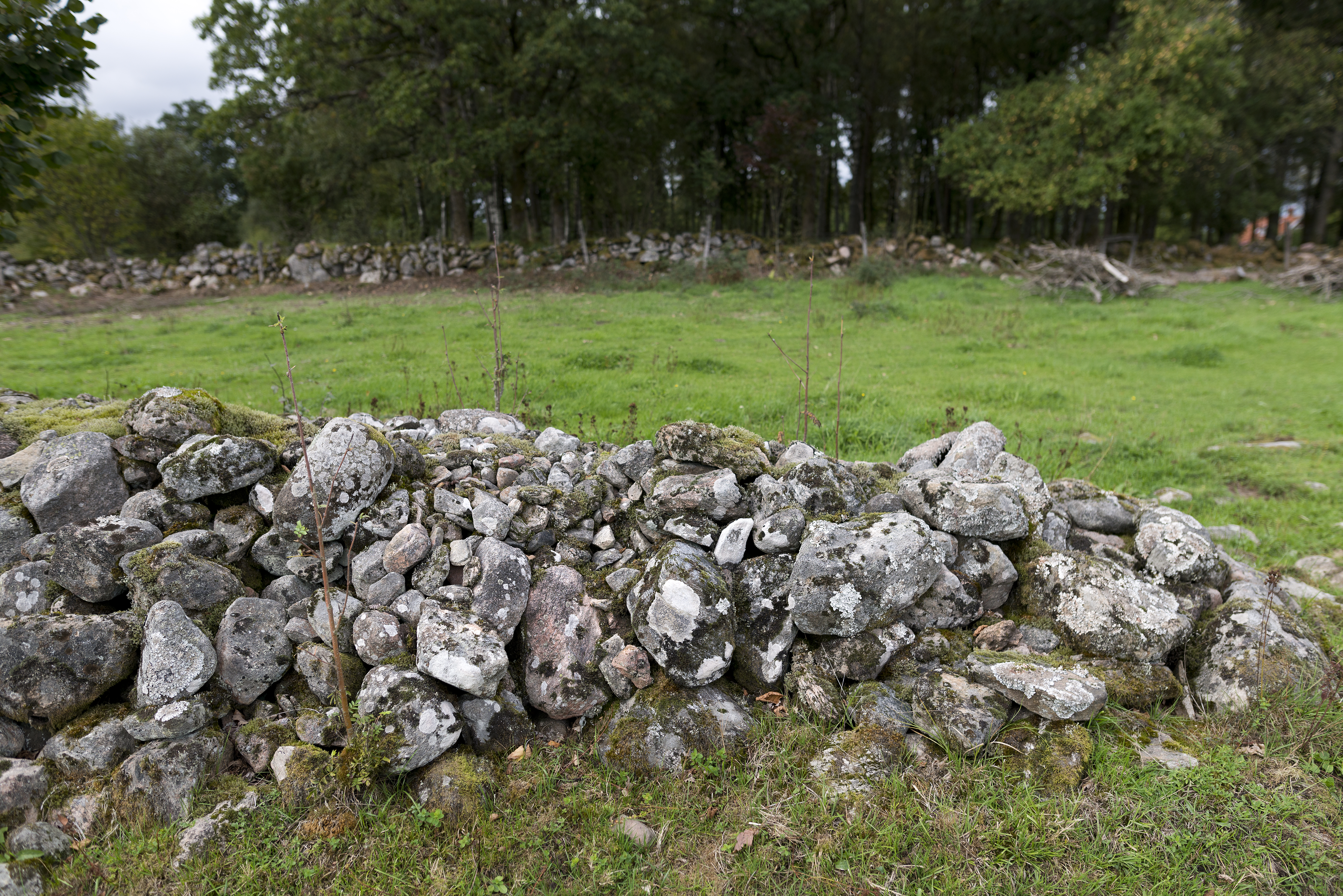
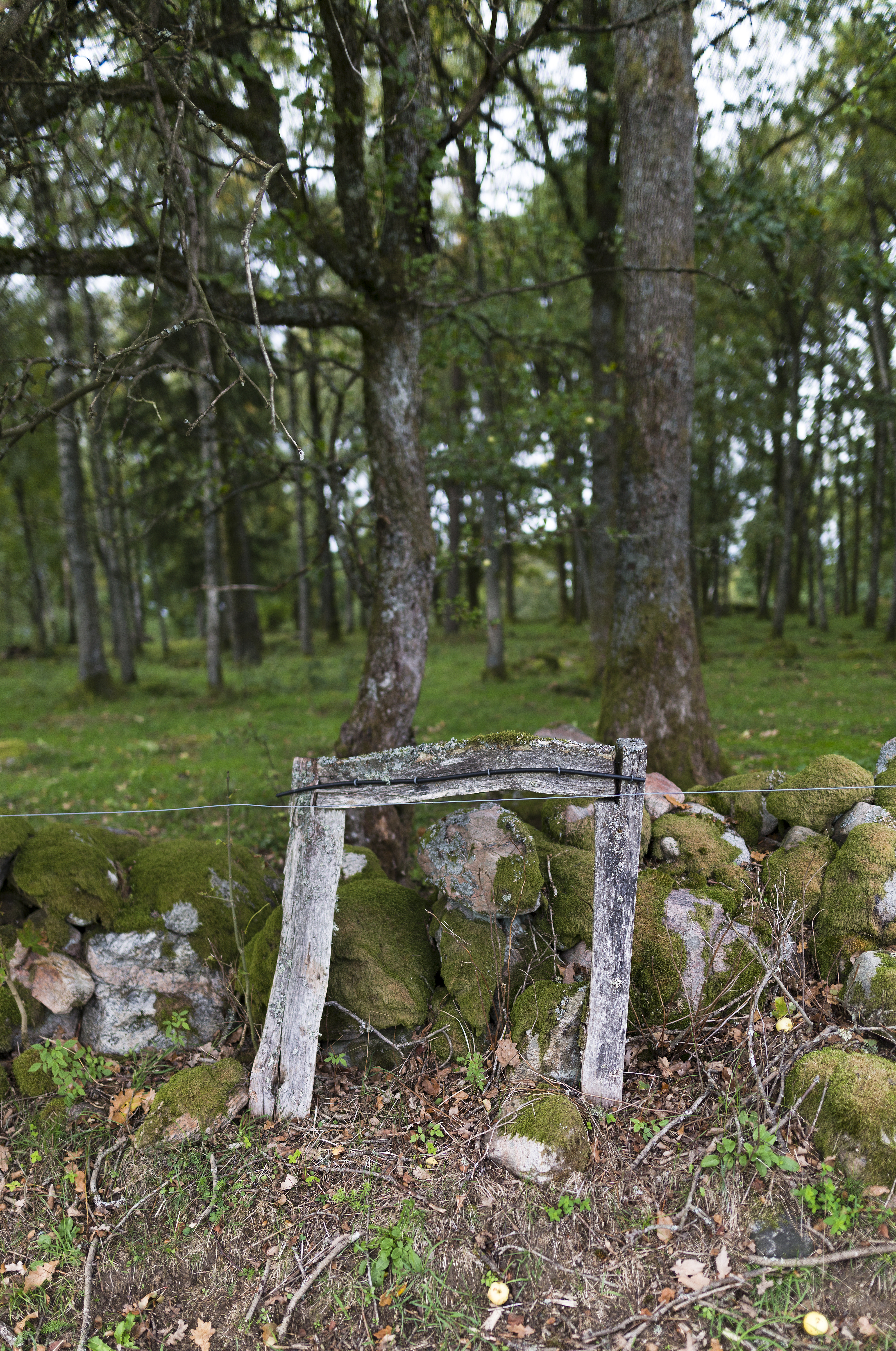